# 尼日比羅克
49°7′30″N 26°1′19″E / 49.12500°N 26.02194°E
尼日比羅克（烏克蘭語：Нижбірок）是位於烏克蘭西部特諾皮爾州裏喬爾特基夫區的村莊，距離舊尼日比羅克0.5公里，始建於1565年，面積3.13平方公里，2001年人口1,357。